# Państwowa Inspekcja Ochrony Roślin
Jeżeli edytujesz kod źródłowy, to aby uzyskać taki efekt: teoria, elektronem, Witolda Gombrowicza – twórz linki według składni: [[teoria]], [[elektron]]em, [[Witold Gombrowicz|Witolda Gombrowicza]].

Państwowa Inspekcja Ochrony Roślin – centralny organ administracji rządowej istniejący w latach 1995–2003, powołany w celu sprawowania nadzoru nad ochroną roślin oraz nad obrotem środkami ochrony roślin.

## Powołanie Inspekcji
Na podstawie ustawy z 1995 r. o ochronie roślin uprawnych ustanowiono Inspekcję.
Inspekcja podlegała Ministrowi Rolnictwa i Gospodarki Żywnościowej. Inspekcja finansowana była na zasadach określonych w prawie budżetowym dla państwowych jednostek budżetowych.

## Zadania Inspekcji
Do zadań Inspekcji należał nadzór nad ochroną roślin uprawnych a w szczególności:
- kontrola roślin lub powierzchni pod ich uprawą oraz stosowanych roślin i produktów roślinnych w celu stwierdzenia występowania i rozprzestrzeniania się organizmów szkodliwych,
- wydawanie świadectw zdrowotności,
- ocena stanu zagrożenia roślin przez organizmy szkodliwe,
- pobieranie próbek oraz badanie roślin, produktów roślinnych, gleby i podłoża na obecność organizmów szkodliwych,
- ewidencja występowania lub podejrzenia o występowaniu organizmów szkodliwych podlegających zwalczaniu oraz ustalanie obszaru gruntów opanowanych przez te organizmy,
- ustalanie i doskonalenie metod oraz terminów zwalczania organizmów szkodliwych a także zapobiegania ich rozprzestrzenianiu się,
- kontrola fitosanitarna roślin, produktów roślinnych, oraz środków transportu i gleby,
- wydawanie koncesji na konfekcjonowania i obrót środkami ochrony roślin,
- nadzór nad obrotem, magazynowaniem i stosowaniem środków ochrony roślin oraz przestrzeganiem okresów karencji i prewencji,
- nadzór nad stanem technicznym sprzętu do wykonywania zabiegów ochrony roślin,
- upoważnienie jednostek organizacyjnych do prowadzenia szkoleń,
- wydawanie decyzji i tytułów egzekucyjnych,
- podejmowanie innych działań przewidzianych przepisami ustawy o ochronie roślin uprawnych.

## Organy Inspekcji
Organami Inspekcji były Główny Inspektor oraz wojewódzcy inspektorzy.
Główny Inspektor był powoływany i odwoływany przez Ministra Rolnictwa i Gospodarki Żywnościowej.
Zastępców Głównego Inspektora  powoływał i odwoływał Minister Rolnictwa i Gospodarki Żywnościowej.  

## Uprawnienia Inspekcji
Organy Inspekcji i ich imieniu pracownicy byli uprawnieni do:
- wstępu na grunty i do obiektów, w których były uprawiane lub przechowywane rośliny, produkty roślinne i środki ochrony roślin,
- wstępu na teren morskich i rzecznych portów, przystani a także lotnisk, stacji kolejowych i przejść granicznych.

## Zniesienie Inspekcji
Na podstawie ustawy z 2003 r. o ochronie roślin zlikwidowano Inspekcję i ustanowiono Państwową Inspekcję Ochrony Roślin i Nasiennictwa.